# Гілберт-Крік (Західна Вірджинія)
Гілберт-Крік (англ. Gilbert Creek) — переписна місцевість (CDP) в США, в окрузі Мінґо штату Західна Вірджинія. Населення — 1136 осіб (2020).

## Географія
Гілберт-Крік розташований за координатами 37°34′11″ пн. ш. 81°53′26″ зх. д. / 37.56972° пн. ш. 81.89056° зх. д. (37.569667, -81.890588).  За даними Бюро перепису населення США в 2010 році переписна місцевість мала площу 29,97 км², уся площа — суходіл.

## Демографія
Згідно з переписом 2010 року, у переписній місцевості мешкало 1090 осіб у 458 домогосподарствах у складі 339 родин. Густота населення становила 36 осіб/км².  Було 522 помешкання (17/км²).
Расовий склад населення:
| - 99,4 % — білих - 0,1 % — чорних або афроамериканців |

До двох чи більше рас належало 0,5 %. Частка іспаномовних становила 0,4 % від усіх жителів.
За віковим діапазоном населення розподілялося таким чином: 18,3 % — особи молодші 18 років, 68,1 % — особи у віці 18—64 років, 13,6 % — особи у віці 65 років та старші. Медіана віку мешканця становила 43,5 року. На 100 осіб жіночої статі у переписній місцевості припадало 99,3 чоловіків;  на 100 жінок у віці від 18 років та старших — 97,8 чоловіків також старших 18 років.
Середній дохід на одне домашнє господарство  становив 40 237 доларів США (медіана — 31 419), а середній дохід на одну сім'ю — 47 355 доларів (медіана — 34 904). За межею бідності перебувало 30,5 % осіб, у тому числі 48,0 % дітей у віці до 18 років та 17,0 % осіб у віці 65 років та старших.
Цивільне працевлаштоване населення становило 293 особи. Основні галузі зайнятості: сільське господарство, лісництво, риболовля — 41,0 %, освіта, охорона здоров'я та соціальна допомога — 18,4 %, роздрібна торгівля — 14,0 %.